# Tau d'Andròmeda
Tau d'Andròmeda (Andromedae) és una estrella binària de la constel·lació d'Andròmeda. Està aproximadament a 681 anys llum de la Terra.
El component primari, τ d'Andròmeda A, és una gegant blava-blanca del tipus B de la magnitud aparent +4,96. La seva companya, τ d'Andròmeda B, és una estrella de la 12a magnitud, distant 52,3 segons d'arc.